# Глезерман, Григорий Ерухимович
Григорий Ерухимович Глезерман (1907—1980) — советский философ и общественный деятель. 
Доктор философских наук (1950), профессор (1951), лауреат Сталинской премии, заслуженный деятель науки РСФСР, член-корреспондент АПН СССР с 4 марта 1974 года по Отделению теории и истории педагогики.

## Биография
Родился 31 декабря 1906 года (13 января 1907) в Твери, сын Берты Елиазаровны Ревич и Ефима (Ерухима) Глезермана.
С 1926 года — на хозяйственной, общественной и научной работе. В 1926—1980 годах — студент экономического факультета Института народного хозяйства им. Плеханова, преподаватель философии, участник Великой Отечественной войны, заместитель редактора дивизионной газеты «Красноармейская правда» 5-й гвардейской стрелковой дивизии, старший научный сотрудник Института философии АН СССР, руководитель кафедры диалектического и исторического материализма, заместитель ректора Академии общественных наук при ЦК КПСС.
За научный труд «Ликвидация эксплуататорских классов и преодоление классовых различий в СССР» (1949) был в составе коллектива удостоен Сталинской премии в области науки 1951 года. Член ВКП(б) с 1940 года.
Умер в Москве 30 мая 1980 года. Похоронен на Кунцевском кладбище в Москве.

## Семья
Жена — Галина Вениаминовна Олькеницкая (8 мая 1907 — 4 февраля 1989), дочь театрального антрепренёра В. И. Никулина, сестра писателей Льва Никулина и Юрия Никулина, актёров Константина Шеина и Тамары Шеиной.

## Основные работы
- Ликвидация эксплуататорских классов и преодоление классовых различий в СССР, М., 1949;
- Класс и нация // Вопросы марксистско-ленинской философии. М., 1950;
- Советское социалистическое государство. М., 1953;
- Базис и надстройка в советском обществе, М., 1954;
- О законах общественного развития, М., 1960;
- Исторический материализм и развитие социалистического общества, М., 1967 (2-е изд. 1973);
- Классы и нации. М., 1974;
- Законы общественного развития: их характер и использование. М., 1979;
- Рождение нового человека: проблемы формирования личности при социализме. М., 1982.

## Награды
- Ордена Октябрьской революции, Трудового Красного Знамени, Отечественной войны 2 ст., Красной Звезды.
- Сталинская премия
- Звание «Заслуженный деятель науки РСФСР»